# 上三川町立本郷中学校
上三川町立本郷中学校（かみのかわちょうりつ ほんごうちゅうがっこう）は、栃木県上三川町にある中学校。略称は本中である。

## 歴史
出典：学校沿革史
- 1947年（昭和22年）4月28日 - 栃木県河内郡本郷村立本郷中学校として開校。本郷小学校にて開校式を行う。
- 1948年（昭和23年）5月1日 - 現地に校舎起工。同年11月27日竣工
- 1964年（昭和29年）11月23日 - 校旗樹立、校章制定
- 1965年（昭和30年）
  - 3月19日 - 野沢一郎作詞、佐々紅華作曲の校歌の披露式を行う。
  - 4月19日 - 本郷村が（旧）上三川町、明治村と合併し、（新）上三川町となり、上三川町立本郷中学校に改称。

## 出身者
巴コーポレーションの創業者である野沢一郎氏の母校でもある。